# HD 12661
HD 12661 är gul stjärna i huvudserien i stjärnbilden Väduren.

## Exoplaneter vid HD 12661
En exoplanet upptäcktes 2001 kretsande kring stjärnan och fick beteckningen HD 12661  b. En andra planet upptäcktes 2003. 
|   | Exoplanet    | Massa i Jupitermassor | Omloppsperiod i dygn | Halv storaxel   | Excentricitet |
| b | ≥2,30 ± 0,19 | 262,709 ± 0,083       | 0,831 ± 0,048        | 0,3768 ± 0,0077 |               |
| c | ≥1,92 ± 0,16 | 1708 ± 14             | 2,90 ± 0,17          | 0,031 ± 0,022   |               |